# Kurigalzu II.
Kurigalzu II. (1332–1308 př. n. l.) byl babylonským králem 2. dynastie, zv. kašitské. Syn asyrské princezny Muballit-Šeruy a krále Burna-Buriaše II.
Celá jeho vláda byla ve znamení úsilí o menší politickou závislost na Asýrii (přestože on sám byl dosazen na trůn z vůle svého děda z matčiny strany, asyrského krále Aššur-uballita I.), jež tehdy začínala se svou velmocenskou expanzí. (Krátce po jeho smrti Babylonie prohrála pohraniční válku s Asýrií a ztratila část svého území.) Úspěchu dosáhl alespoň na JV, kde porazil tradičního nepřítele Babylonu – Elam. Elamská vojska, vedená králem Churpatou, byla pronásledována až k Šušanu, kde dokonce nechal Kurigalzu vztyčit svou sochu. Nicméně nadvláda Kašitů v Elamu byla velmi krátká.